# Antônio Carlos et Jocáfi
Antônio Carlos e Jocáfi sont un duo d'auteurs-compositeurs-interprètes brésiliens, composé d’Antônio Carlos Marques Pinto et de José Carlos Figueiredo, tous deux nés dans l'État de Bahia. Ils commencèrent leur carrière en 1969 au Festival International de la Chanson brésilien et eurent leurs succès tout au long des années 1970.
Nombre de leurs chansons figurèrent dans des bandes sons de telenovelas, parfois au générique. 
Ils sont notamment connus comme coauteurs de Você abusou, chanson créée par Maria Creuza, qui plus tard se maria avec Antônio Carlos. Elle fut adaptée en français : c'est le Fais comme l'oiseau chanté par Michel Fugain.

## Discographie
- Mudei de idéia (1971) - RCA Victor
- Cada segundo (1972) - RCA Victor
- Antonio Carlos & Jocafi (1973) - RCA Victor
- Definitivamente (1974) - RCA Victor
- Ossos do ofício (1975) - RCA Victor
- Louvado seja (1977) - RCA Victor
- Elas por elas (1978) - RCA Victor
- Trabalho de Base (1980) - RCA Victor
- Pássaro fugido (1984) - Lança/Polygram
- Feitiço moleque (1986) - Continental
- Samba, prazer e mistério (1994) - RCA/BMG
- Grandes autores: Antônio Carlos e Jocáfi (1995) - BMG